# Jesberg
Jesberg est une commune allemande située dans l'arrondissement de Schwalm-Eder et dans le land de la Hesse.

## Quartiers de la commune (Ortsteile)
- Densberg
- Elnrode-Strang
- Hundshausen
- Jesberg
- Reptich

## Administration
| Période | Période | Identité         | Étiquette | Qualité |
| ------- | ------- | ---------------- | --------- | ------- |
| 1972    | 1993    | Hans Becker      | SPD       |         |
| 1993    | 2017    | Günter Schlemmer | SPD       |         |
| 2017    |         | Heiko Manz       | SPD       |         |

## Jumelage
- Wysoka (Pologne)

## Personnalités liées à la commune
- Hugo Brunner, Historien, mort à Jesberg le 9 juin 1922.
- Christoph Friedrich Wilhelm Ernst, Théologien, né  à Jesberg le 18 décembre 1765.

- Pinchas Ha Cohen Katz, rabbin né vers 1690 Décédé - Jesberg, Schwalm-Eder-Kreis, Hesse, Allemagne.